# Jorge Luis Oviedo
Jorge Luis Oviedo (La Libertad, Comayagua, Honduras, 4 de diciembre de 1957) es un escritor, poeta y antólogo hondureño. Reconocido por sus antologías literarias y poemas.

## Biografía
Nació el 4 de diciembre de 1957 en el pequeño pueblo de La Libertad, en Comayagua, Honduras. Sus padres son Dora Isabel Castillo de Oviedo y Augusto César Oviedo. Durante su infancia estudió en la escuela La Democracia, posteriormente realizó estudios de agricultura en la Escuela John F. Kennedy, donde obtuvo el título de Perito Agrícola en el año de 1973. En 1979 ingresa a la Escuela Normal de Varones en Comayagua y se gradúa como profesor de primaria básica, tras esto ingresó a la Universidad Nacional Autónoma de Honduras donde se graduó de la carrera de letras.
Descubrió su atracción por la narrativa cuando encontró influencias de José Cecilio del Valle, Juan Rulfo, Mario Vargas Llosa, Jorge Luis Borges entre otros escritores. Así fue como en 1982 publicó´  Antología del Cuento Hondureño, libro que le valió su convocatoria y premiación de Poesía y también de Cuento de la Universidad de Panamá.
Durante el periodo presidencial de Carlos Roberto Reina (1995-1998), fungió como asesor presidencial y era él quien redactaba los discursos presidenciales.
Luego se convirtió en docente de la UNAH donde fomentó la lectura de los estudiantes y creó un taller literario junto a Rafael Rivera, Roberto Quesada y Ricardo  Maldonado. Tras 34 años de docencia, se jubiló en febrero de 2016, desde entonces decidió dedicarse a cultivar la tierra.

## Obras

### Cuentos
- La muerte más aplaudida (1983)
- Cinco cuentos (1985)
- El Último vuelo del Pájaro Travieso (1988)
- Teleño, el niño que conocía el mar (1992)
- Cuentos y personajes (2000)
- El cazabrujas y otros personajes (2001)

### Antología
- El nuevo cuento hondureño (1985)
- Palabra insurrecta: Poesía rebelde hondureña (1986)
- Antología del cuento hondureño[3] (1988)
- Antología de la poesía hondureña (1993)

### Poesía
- Aproximaciones (1984)
- Xibalbá (1985)
- Lamento por todos (1994)

### Cuentos infantiles
- El gigante y el bosque (1996)

### Novelas
- La gloria del muerto (1987)
- La turca (1988)
- Como mi general no hay dos (1990)

## Distinciones
En 1982 recibió la convocatoria de la Universidad de Panamá, donde fue premiado simultáneamente con el premio de Cuento y el premio de Poesía por su trabajo con Antología del cuento hondureño.